# Ibrahim Koneh
Koneh Ibrahim (Yaoundé, 9 settembre 1994) è un calciatore camerunese, attaccante del Florgrade.

## Caratteristiche tecniche
È un centravanti.

## Carriera
Nel 2014 approda in Portogallo, firmando per l'Oliveira Hospital. Dopo vari anni nelle serie inferiori del calcio portoghese, nel luglio 2018 viene acquistato dal Boavista. Debutta in Primeira Liga il 7 ottobre 2018 disputando l'incontro vinto 1-0 contro il Desp. Aves.